# Thompsons
Thompsons é uma cidade  localizada no estado norte-americano do Texas, no Condado de Fort Bend.

## Demografia
Segundo o censo norte-americano de 2000, a sua população era de 236 habitantes.
Em 2006, foi estimada uma população de 315, um aumento de 79 (33.5%).

## Geografia
De acordo com o United States Census Bureau tem uma área de
21,6 km², dos quais 16,0 km² cobertos por terra e 5,6 km² cobertos por água. Thompsons localiza-se a aproximadamente 20 m acima do nível do mar.

## Localidades na vizinhança
O diagrama seguinte representa as localidades num raio de 16 km ao redor de Thompsons.